# Arvydas Vaitkus
Arvydas Vaitkus (* 11. Mai 1963 in Klaipėda) ist ein litauischer Manager und Politiker, seit 2023 Bürgermeister der Stadtgemeinde Klaipėda.

## Leben
Nach dem Abitur 1981 an der Sekundarschule Klaipėda (jetzt Žemynos-Gymnasium) absolvierte er von 1981 bis 1986 ein Diplomstudium Mechanik der Maschinen und Apparate der Chemieindustrie am Kauno politechnikos institutas in Kaunas  und wurde Ingenieur. 1988 absolvierte er Hochschulkurse der Rechtswissenschaft an der Rechtsakademie Ukraine in Charkow (Nationale Universität für Innere Angelegenheiten Charkiw).
Von 1986 bis 1987 arbeitete er als Ingenieur in Marijampolė, von 1987 bis 1993 bei der Polizei in Klaipėda.
2002 war er Berater und bis 2009 Sekretär am Verkehrsministerium Litauens. Er war Vorstandsmitglied von AB Lietuvos geležinkeliai.
Von 2013 bis 2019 leitete er den Hafen Klaipėda.
Er war Mitglied von Lietuvos socialdemokratų partija.
2022 gründete und leitete er die Wählergruppe „Ištikimi Klaipėdai“.
Vaitkus ist verheiratet.